# Várady Gábor
Várady Gábor (Máramarossziget, 1820. november 11. – Máramarossziget, 1906. november 12.) Várady Ádám megyei főjegyzőnek a fia, testőrtiszt, honvéd ezredes, később politikus, országgyűlési képviselő, ügyvéd.

## Élete
Középiskolai tanulmányait a máramarosszigeti líceumban, a jogiakat Eperjesen végezte. Miután 1837-ben hazatért egy évig gyakornokoskodott atyja mellett. Ezt követően a magyar testőrségbe került, ahová a vármegye őt ajánlotta. A katonai szolgálat gyakorlása céljából 1839. február 12-én belépett a Wasa-gyalogezredbe kadet ranggal és 1840-ben kinevezték királyi testőrnek. Itt ismerkedett meg Görgeivel, Klapkával, Máriássy Jánossal és Asztalos Sándorral, akik ebben az időben szintén testőrként szolgáltak. Belépését követően hamarosan a testőrség könyvtárnoka lett. Akkor több társával együtt megalapította a "Remény" című kézirati szépirodalmi közlönyt. Az 1843. évi országgyűlés megnyitására a király kíséretébe kirendelt testőrök közt volt ő is. Az országgyűlés alkalmával kedvet kapott a polgári pályára és végül 1848-ban lemondott a testőrségről, letette az ügyvédi vizsgát, hazament a megyéjébe és mint ügyvéd és tiszteletbeli főjegyző működött. Részt vett az országgyűlési utasítások készítésével megbízott küldöttség munkálataiban.
Az 1848-as mozgalom megindításával hozzákezdett a máramarosszigeti nemzetőrség megalakításához; akkor századossá választották; amikor pedig a magyar kormány a honvédsereg megalakítását rendelte el, a megyei választmány a máramarosi honvédszázadok szervezésével bízta meg. Ezalatt felkérték a szabolcsi szabadcsapat parancsnokának. E csapat élén azután Katona Mihály erdélyi hadtestéhez csatlakozott; a budfalvi, majd a dragomérfalvi előőrségi parancsnokságot vette át; 1849 februárjában pedig Rapaics alezredes megbízásából a máramarosi önkéntes nemzetőrségi zászlóaljat alakította meg, amely utóbb a 105. honvéd-zászlóalj lett. A fegyverletétel után rövid ideig Szatmáron és Pesten tartózkodott; majd 1850 januárjáig Nyitra vármegyében rejtőzött; aztán Bécsbe, onnét pedig álnéven Bajorországba menekült. Württembergben a hohenheimi gazdasági intézetbe iratkozott be. Később feleségével - aki utána ment - Stuttgart közelében Cannstattban telepedett meg. Itt kieszközölte a kegyelmet és az engedélyt a visszatérésre.
Megyéjébe érkezve, ügyvédi irodát nyitott és tevékeny részt vett a társadalmi mozgalmakban. 1860-ban másodalispán lett, 1861-ben pedig a técsői kerület országgyűlési képviselőnek választotta. Ekkor a Határozati Párt tagja volt. Az országgyűlés föloszlatása után ismét átvette mint másodispán a törvényszéki elnökséget és ismét ügyvédséggel foglalkozott. A técsői kerület 1865-ben ismét megválasztotta. A kerületet harmincegy évig képviselte; a képviselőháznak alelnöke is volt egy időben. Tisza Kálmán csoportjának tagjaként 1865-től balközép párti, 1875-től szabadelvű párti képviselő. Tiszteletbeli gondnoka volt a máramaros-ugocsai református egyházmegyének, azonkívül törvényhatósági és városi képviselő. Elnöke volt a múzeumegyesületnek, a Máramaros megyei honvéd-egyesületnek és felügyelője volt a máramarosszigeti líceumnak. Elnöklete alatt megalakult Máramarosszigeten a kisdedóvó-intézet és a jótékonysági nő-egyesület.
1892-ben nyugalomba vonult, egy nappal a nyolcvanhatodik születésnapja után hunyt el.

## Munkái
- Országgyűlési levelei. Kiadta Szilágyi István. Pest, 1871. Két kötet. (Ism. Hon 240. sz.)
- Beszéde Técsőn 1878. aug. 8. választóihoz. Bpest, 1878.
- Két beszéde, mondotta Técsőn a kerület választói előtt. 1881. jún. 19. és 27. M.-Sziget, 1881.
- Hulló levelek. Uo. 1892., 1894-95. Három füzet. (Emlékiratai. Ism. Vasárnapi Ujság, 1893. 5. sz. Pester Lloyd 1893. 52. sz.).
- A máramarosi múzeum-egylet mélyen tisztelt választmányához intézett előterjesztése. Uo. 1898.

Megalapította 1865. április 5-én a Máramaros című politikai hetilapot és rövid ideig szerkesztője is volt (több évig írta a vezércikkeit); kiadta a Szilágyi-Albumot Bpesten, 1885.

## Külső hivatkozások
- http://www.nagybanya.ro/kornyeke2-id-40.htm
- https://web.archive.org/web/20090410083001/http://www.vjrktf.hu/carus/honisme/ho030301.htm